# Meseta de Uemachi
La meseta de Uemachi (en japonés: 上町台地 o うえまちだいち) es una meseta en la ciudad de Osaka, Japón, que se extiende desde el Castillo de Osaka y el área de Tenmabashi hasta Tennōji en el sur.
De los resultados de estudios universitarios de la posguerra en el estrato geológico, las fallas y de la revisión de los mapas antiguos, se supone que por todo el siglo V, un banco de arena ya se había formado, llegando a ser lo que en la actualidad forma la Meseta Uemachi.
El punto más alto de la meseta está en la base de la torre principal del castillo de Osaka en 38 metros.